# Heorhij Gongadze
Heorhij Rusłanowycz Gongadze (ukr. Георгій Русланович Ґонґадзе; gruz. გიორგი ღონღაძე, Giorgi Ghonghadze; ur. 21 maja 1969 w Tbilisi, zm. po 16 września 2000) – ukraiński dziennikarz gruzińskiego pochodzenia, zagorzały krytyk ukraińskiego systemu politycznego pod autokratycznymi rządami Łeonida Kuczmy; zamordowany w 2000 roku. Jego zniknięcie stało się najgłośniejszą zbrodnią polityczną tego kraju, kiedy to opublikowano tajne nagrania, w których prezydent Kuczma miał sugerować oficerom ukraińskiej milicji porwanie Gongadzego.

## Życiorys
Pod koniec 1999 roku, podczas międzynarodowego spotkania dziennikarzy, skrytykował brak wolności słowa na Ukrainie. 16 kwietnia 2000 roku Gongadze opisał kontrowersyjne metody zdobywania głosów podczas kwietniowego referendum konstytucyjnego. 17 kwietnia 2000 roku założył serwis internetowy Ukraińska prawda. Portal ujawniał afery polityczne, korupcję na szczytach władzy, nadużycia. 16 września 2000 roku zniknął.
Gongadze został porwany i zabity strzałem w głowę. Przed śmiercią dziennikarz był brutalnie bity i oblewany kwasem. Ciało Gongadzego odnaleziono w listopadzie 2000 roku w lesie pod Taraszczą, w okolicach Kijowa. Ciało pozbawione było głowy. 27 lutego 2001 roku Biuro Prokuratora Generalnego wszczęło śledztwo w sprawie śmierci dziennikarza. Według moskiewskiej gazety Vermeer MN Gongadze miał zginąć w wyniku opublikowania artykułu o fałszowaniu podpisów w celu przeprowadzenia referendum.
Śmierć dziennikarza wywołała na Ukrainie kryzys polityczny. Domagający się ujawnienia prawdy o śmierci Gongadzego obywatele stworzyli ukraińską opozycję, która cztery lata później doprowadziła do pomarańczowej rewolucji.
8 kwietnia 2005 roku Trybunał Sprawiedliwości stwierdził, że kierujący śledztwem w sprawie śmierci Gongadzego skupiali się bardziej na udowodnieniu braku związków najważniejszych ukraińskich polityków z zabójstwem niż na odkryciu prawdy na temat okoliczności śmierci dziennikarza.
15 marca 2008 roku oficerów uczestniczących w jego zabójstwie: płk Mykołę Protasowa, płk Wałerija Kostenkę i mjr Ołeksandra Popowycza skazano na kary odpowiednio 13, 12 i 12 lat więzienia. Podejrzany gen. Ołeksij Pukacz został schwytany 22 lipca 2009. Dwóch kolejnych podejrzanych zmarło: ówczesny minister spraw wewnętrznych Jurij Krawczenko popełnił samobójstwo, strzelając sobie dwukrotnie w głowę, zaś Ihor Honczarow zmarł w szpitalu na zawał serca w 2003. W 2011 roku Prokuratora Generalna w Kijowie poinformowała, że 10 lipca 2000 roku prezydent Łeonid Kuczma wydał ówczesnemu ministrowi spraw wewnętrznych Jurijowi Krawczence polecenie porwania Gongadzego, wywiezienie go poza Kijów oraz zastraszenia go w celu zemsty za jego krytyczną działalność oraz powstrzymania go od kontynuowania krytyki rządu. Zarzuty oparto na zeznaniach byłego ochroniarza Kuczmy, majora Mykoły Melnyczenki. Melnyczenka w 2000 roku opublikował wykonane z podsłuchu nagrania, na którym słychać Kuczmę, który w gniewie domagał się pozbycia Gongadzego.
W 2009 roku w Kijowie znaleziono szczątki czaszki, które według Prokuratora Generalnego należały do dziennikarza.
22 marca 2016 roku Heorhij Gongadze został pochowany na Padole w cerkwi Mikołaja Cudotwórcy. Ciało pochowano po szesnastu latach, gdyż wcześniej matka Gongadzego nie była pewna, czy znalezione w 2000 roku ciało faktycznie należy do jej syna.
23 sierpnia 2005 roku prezydent Ukrainy Wiktor Juszczenko pośmiertnie nadał Gongadzemu tytuł Bohatera Ukrainy. 21 marca 2016 roku prezydent Petro Poroszenko odznaczył pośmiertnie dziennikarza orderem „Gwiazda Bohatera”.